# Animal Aid
Animal Aid är en brittisk djurrättsorganisation som protesterar mot all form av dålig behandling av djur. 
Organisationen grundades 1977 och stöds idag av många kändisar, som till exempel Stella McCartney. Organisationen jobbar med uteslutande fredliga medel för att få ett stopp för grymheter mot djur. Den drivs på ideell basis av frivilliga. Målen är:
- Att öka allmänhetens kunskap om övergrepp mot djur i vårt samhälle, framförallt dissektionslaboratorier och uppfödning av djur i större skala.
- Att förändra samhällets lagar inom dessa områden.
- Att förhindra utnyttjandet av djur.
- Att försöka få framförallt ungdomar att känna ett moraliskt ansvar för djur.
- Att förespråka en livsstil som inte innebär att man utnyttjar djur.
- Att sprida information kopplad till dessa frågor.